# Va, dal furor portata
Va, dal furor portata (K 21 - K6 19c) è un'aria per tenore e orchestra composta da Wolfgang Amadeus Mozart a Londra nel 1765, all'età di nove anni.

## Descrizione
L'aria venne composta per il tenore Ercole Ciprandi e con tutta probabilità doveva essere inserita in un pastiche, ossia un'opera i cui pezzi musicali erano scritti da vari compositori.
La composizione ha la struttura di un'aria con da capo: alla prima sezione in Do maggiore (battute 1-89) segue una sezione centrale più breve in La minore (battute 90-107), dopo la quale viene ripresa integralmente la prima sezione. Il tempo è sempre Allegro, il metro 4/4.
Secondo l'opinione di un famoso biografo mozartiano, quest'aria, «condotta secondo lo schema usuale dell'aria col "da capo", mostra, se non dell'originalità, un istinto spiccato per la caratterizzazione».

## Testo
Il testo dell'aria è tratto dall'Ezio di Pietro Metastasio.
Il patrizio romano Massimo si rivolge alla figlia Fulvia, la quale intende denunciarlo come autore della congiura ordita ai danni dell'imperatore Valentiniano III, e le chiede di riflettere su ciò che sta per fare.
Scopri la frode ordita;
ma pensa in quel momento,
ch'io ti donai la vita,
che tu la togli a me.»
(Pietro Metastasio, Ezio, II, 4)